# Tommy Thayer
Tommy Thayer je američki glazbenik i trenutni gitarist rock grupe Kiss.

## Diskografija

### Sa sastavom Black 'n Blue
- 1984.: Black 'n Blue
- 1985.: Without Love
- 1986.: Nasty Nasty
- 1988.: In Heat
- 1998.: One Night Only: Live
- 2001.: The Demos Remastered: Anthology 1
- 2001.: Ultimate Collection
- 2002.: Live In Detroit – 1984
- 2005.: Collected (box set)
- 2007.: Rarities

### Sa sastavom Kiss
- 1998.: Psycho Circus (not credited)
- 2003.: Kiss Symphony: Alive IV
- 2008.: Jigoku-Retsuden

## Vanjske poveznice
- Službena stranica